# Locomotora EMD GT22CU
La EMD GT22CU es una locomotora diésel-eléctrica diseñada y construida por la Electro-Motive Division de la General Motors, hoy Electro-Motive Diesel. Pertenece a la serie de locomotoras GT22 diseñadas por General Motors para el mercado de exportación.

## Operadores

### Argentina
En 1972 la Argentina recibió 20 unidades para el Ferrocarril General Belgrano producidas en la planta de EMD en La Grange (Illinois), que fueron numeradas 9701-9720. Posteriormente, entre 1978 y 1980 y bajo licencia EMD, la empresa argentina ASTARSA produjo 59 unidades más en su planta de San Fernando (Buenos Aires). Las 34 recibidas por el Ferrocarril Belgrano fueron numeradas 9721 a 9754. Muchas unidades seguían en funcionamiento hacia 2012, 16 años después de que la empresa estatal Ferrocarriles Argentinos, que explotaba el Ferrocarril Belgrano, fue privatizada, funcionando en la actualidad en la Sociedad Operadora de Emergencia S.A., que explota las diferentes líneas del Belgrano.

### Brasil
Aparte de las 79 unidades de los ferrocarriles argentinos, se produjeron 6 unidades en Brasil por Equipamentos Villares S. A. (EVSA) de São Paulo para el ferrocarril Vitória a Minas, y se utilizan para transporte de mineral de hierro de la compañía Vale.

## Características técnicas
Las GT22CU fabricadas por ASTARSA y por EMD para el Ferrocarril General Belgrano tienen las siguientes características técnicas:
| Motor | Marca              | General Motors, EMD                     |
| Motor | Tipo               | Diésel de 2 tiempos, con turbocompresor |
| Motor | Modelo             | EMD 645E3                               |
| Motor | Cilindros          | 12 en V a 45°                           |
| Motor | Cilindrada         | unitaria: 10 570 cm³ total: 126 840 cm³ |
| Motor | Diámetro y carrera | 229 × 254 mm                            |